# Arthur Chung
Arthur Raymond Chung (钟亚瑟S, Zhōng YāsèP; Windsor Forest, 10 gennaio 1918 – Georgetown, 23 giugno 2008) è stato un politico e giudice guyanese.
Primo presidente della Guyana indipendente, fu anche il primo capo di Stato asiatico in un paese non-asiatico.

## Biografia

### Origini
Chung nacque nel 1918 a Windsor Forest, in Guyana, allora una colonia inglese. Era il più giovane degli otto figli di Joseph Chung, immigrato cinese di etnia Hakka, e di sua moglie Lucy, originaria di Trinidad.
Cominciò a lavorare molto giovane come ispettore di compagnie minerarie e fluviali, per poi trasferirsi nel Regno Unito nel 1945 per studiare legge, entrando a far parte del Middle Temple. Tornato in Guyana, tra il 1948 e il 1963 esercitò come magistrato, per poi essere nominato nel maggio 1963 giudice della Corte Suprema guyanese.

### Presidente della Guyana
Mentre il neonato Stato si trovava ancora in una situazione piuttosto caotica, nel 1970 il parlamento guyanese lo elesse a sorpresa primo presidente della nazione. La nomina di Chung, probabilmente tesa a scavalcare nomi più in vista del proprio partito, venne ben accolta dalla popolazione, in quanto il giudice era popolare e rinomato per la sua imparzialità.
Il suo mandato fu all'insegna della morigeratezza, evitando di immischiarsi nelle diatribe politiche per dare un'immagine di solida unità nazionale al paese da poco indipendente. In realtà la sua era una figura puramente di rappresentanza, poiché il potere reale era detenuto dal primo ministro Forbes Burnham.
Grazie alle sue origini cinesi e all'impronta leninista del Congresso Nazionale del Popolo, principale partito politico del paese, Chung riuscì a stabilire contatti ufficiali con la Cina comunista, rendendo la Guyana il primo paese caraibico a stabilire rapporti col governo di Pechino. Fu così che il 27 giugno 1972 aprì nella capitale guyanese Georgetown l'ambasciata cinese, mentre nel 1977 Chung si recò in visita ufficiale in Cina.
Venne rieletto nel 1976 per un secondo mandato, dal quale tuttavia si dimise il 6 ottobre 1980 a causa della revisione costituzionale che conferiva alla figura del presidente poteri effettivi. Chung, che preferiva non immischiarsi nelle questioni di attualità, preferì cedere il passo al primo ministro Burnham, che divenne presidente al suo posto.

### Vita privata e morte
Chung sposò nel 1954 Doreen Pamela Ng-See-Quan, con la quale ha avuto due figli, Diana e Raymond. Era di religione anglicana.
È morto il 23 giugno 2008, a 90 anni.